# شرکت پخش رسانه‌ای آمریکا
ای‌بی‌سی ABC کوتاه شدهٔ نام انگلیسی شرکت پخش رسانه‌ای آمریکا (به انگلیسی: American Broadcasting Company) (به‌طور مخفف ABC) است که یک شبکه تلویزیونی آمریکایی است. این شبکه که متعلق به شرکت والت دیزنی است، در سال ۱۹۴۳ ایجاد شده‌است و از سال ۱۹۴۸ برنامه پخش می‌کند.
از سال ۲۰۰۴ به بعد این شبکه موفق شده در نظرسنجی‌های بینندگان رتبه‌های بسیار بالایی به دست بیاورد، که عمدتاً به واسطه پخش مجموعه‌های تلویزیونی موفقی نظیر گمشده (Lost)، کدبانوهای وامانده (Desperate Housewives) و پس از آن (از سال ۲۰۰۵ به این سو) آناتومی گری (Gery's Anatomy) بوده‌است.